# Dendrobium praetermissum
Dendrobium praetermissum är en orkidéart som beskrevs av Gunnar Seidenfaden. Dendrobium praetermissum ingår i släktet Dendrobium, och familjen orkidéer.
Artens utbredningsområde är Burma. Inga underarter finns listade i Catalogue of Life.